# Ũ
Ũ – diakrytyzowana litera alfabetu łacińskiego, powstała poprzez dodanie tzw. tyldy nad literę u. Dziś występuje jedynie w językach nauruańskim i guarani, sporadycznie pojawia się także w fonetycznym zapisie portugalskiego.